# Mosquée de Kobe
La mosquée de Kobe (神戸モスク, Kōbe mosuku), construite en 1935, est la plus ancienne mosquée du Japon. Située dans le district de Kitano-chō, elle reprend le style traditionnel turc souhaité par l'architecte Jan Josef Švagr.